# رالته
رالته (به هلندی: Raalte) یک شهرستان در هلند است که در افریسل واقع شده‌است. رالته ۵ متر بالاتر از سطح دریا واقع شده‌است.

## نگارخانه

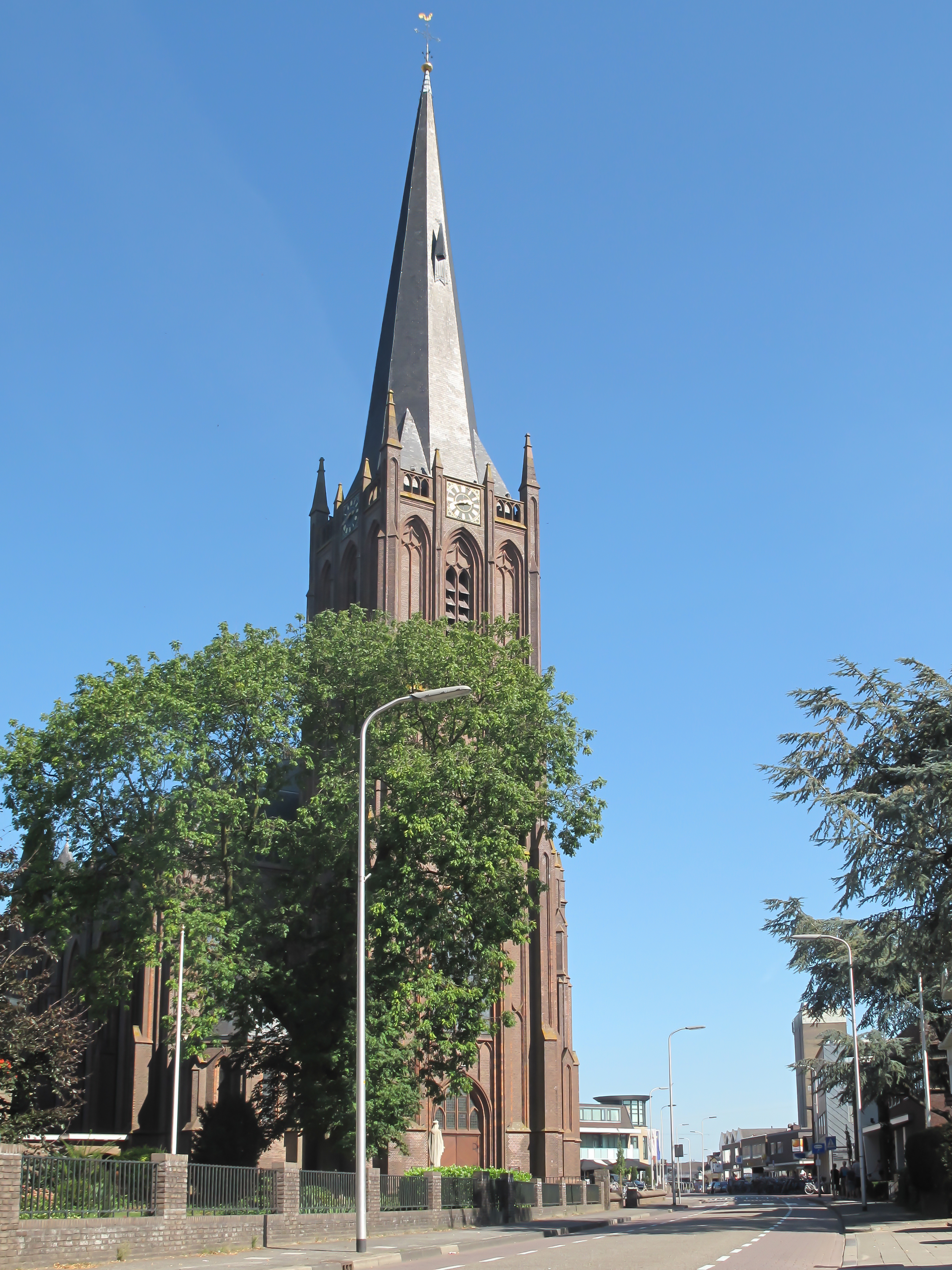
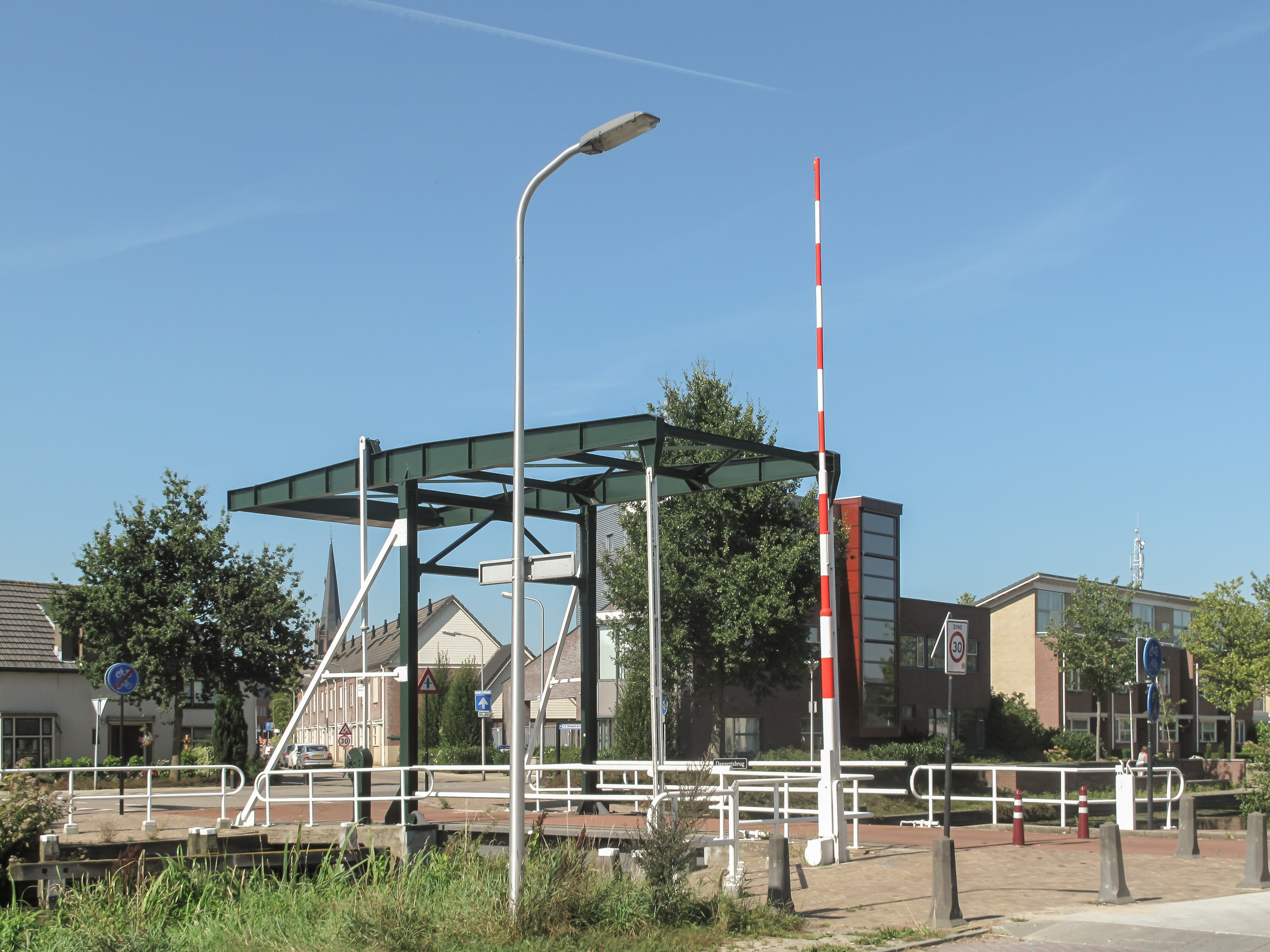
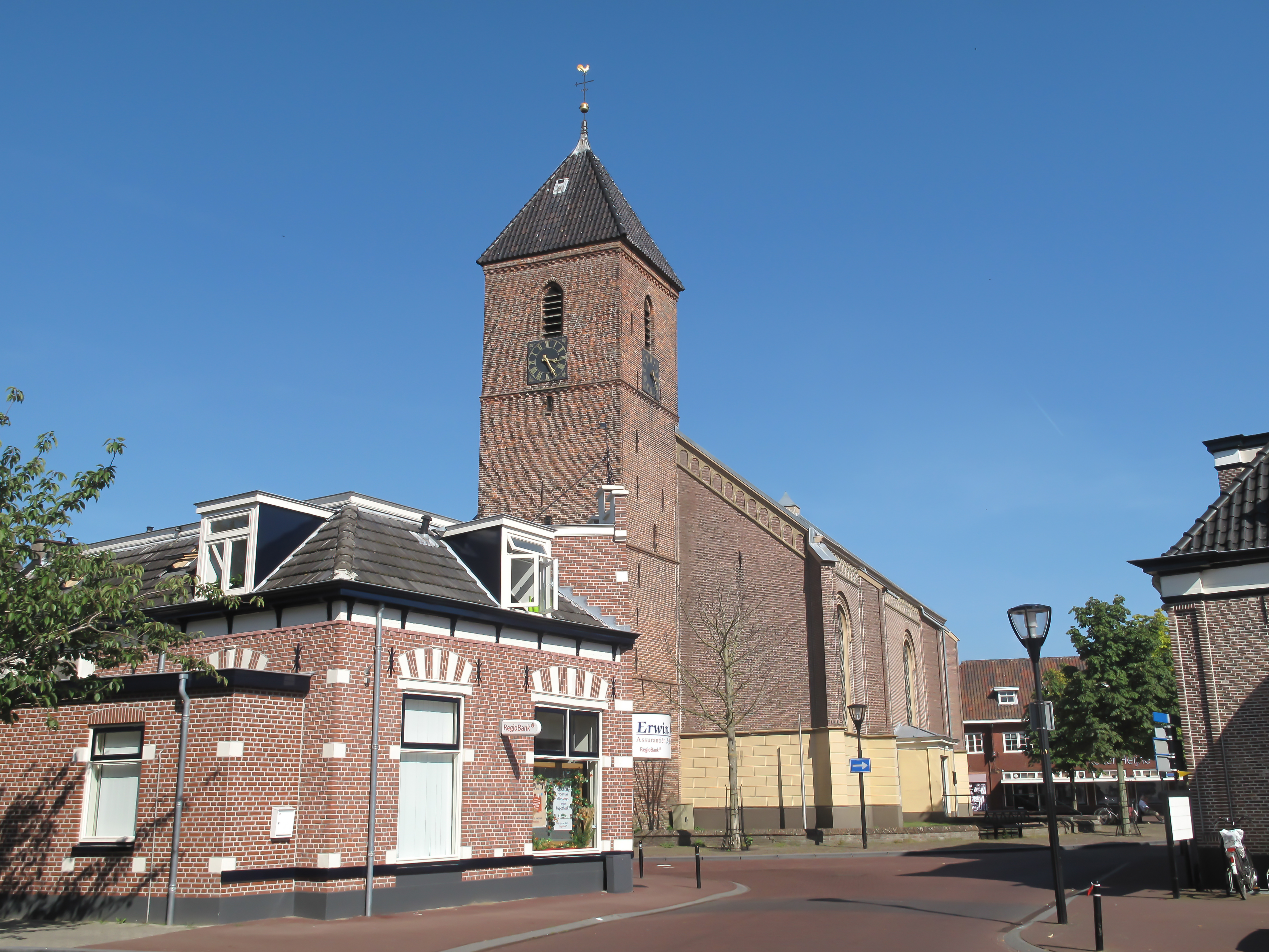
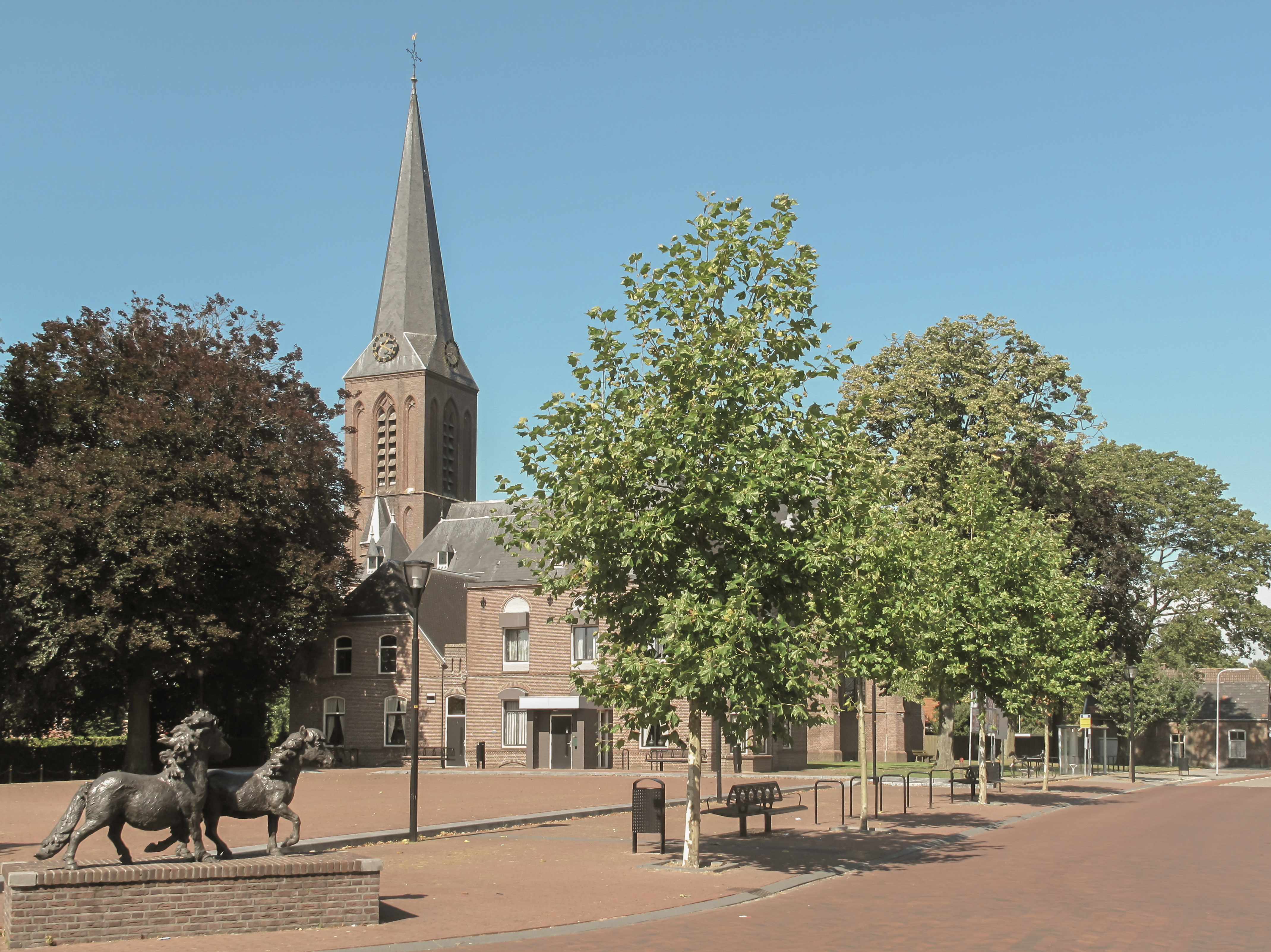
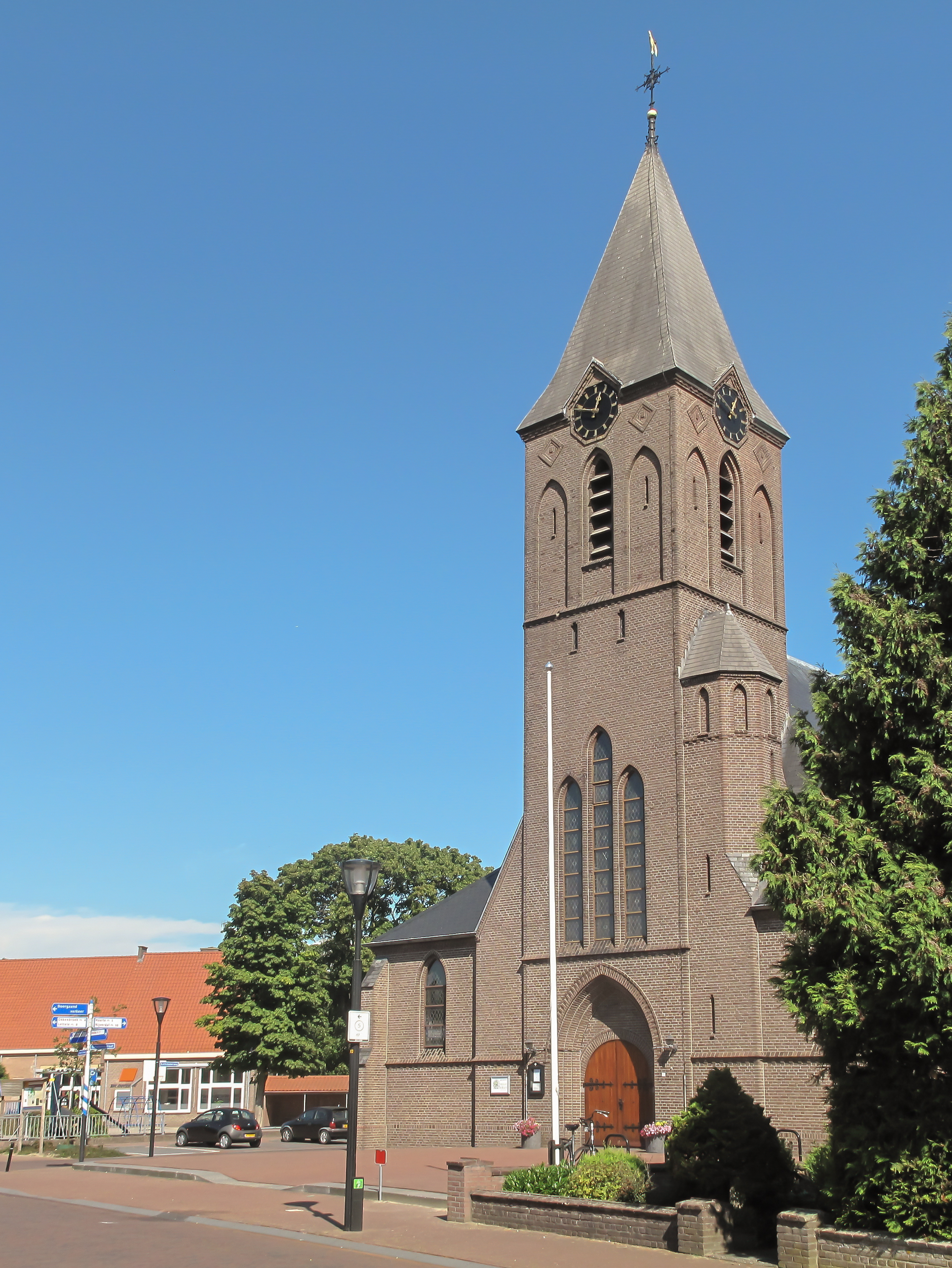